# Кусаинов, Аскарбек Кабыкенович
Аскарбек Кабыкенович Кусаинов (род. 30 мая 1951, с. Кайнар, ВКО, Казахстан) — казахстанский педагог, доктор педагогических наук, профессор, академик и почетный профессор более 10 академий и университетов Казахстана и зарубежных стран, член Исполнительного комитета Всемирного совета общества по сравнительному образованию, основоположник науки — Сравнительная педагогика (СП) и совместно с У. Асыловым — Учебниковедение в Казахстане.

## Биография
Родился 30 мая 1951 года в с. Кайнар, ВКО, Казахстана. В 1968 г. поступил в Казахский политехнический институт. С 1973 занимался научной работой. В 1976—1979 гг. обучался в докторантуре Высшей технической школы г. Ильменау. Успешно защитив диссертацию, получил ученую степень «Доктор-инженер».
В 1979—1991 гг. работал в Алматинском энергетическом институте старшим преподавателем, доцентом, заведующим кафедрой.
В 1991—1997 гг. работал начальником Управления, директором Департамента Министерства образования и науки Республики Казахстан.
В 1996 г. защитил докторскую диссертацию на тему: «Развитие образования в Федеративной Республике Германии и Республике Казахстан (сравнительно-педагогическая характеристика)». Эта была первой научной работой по СП в Казахстане.
В 1997—2003 гг. работал первым заместителем главного редактора Главной редакции «Қазақ энциклопедиясы», директором республиканского издательства «Мектеп», президентом Казахской академии образования им. Ы.Алтынсарина.
В 2000—2005 гг. был профессором КазНУ им. аль-Фараби, в 2005—2012 гг. заведующим кафедрой КазНацЖенПУ, в 2012—2015 гг. профессором КазНПУ им. Абая, с 2015 г. работает профессором КазНУ им. аль-Фараби.
С 2004 г. работает Председателем правления Академии Педагогических Наук Казахстана.
Является Главным редактором журнала Вестник АПН, членом редакционного совета 11 известных иностранных научно-теоретических и научно-аналитических журналов.

## Научная деятельность
Основные направления исследований: сравнительная педагогика, методология педагогики, повышение качество образования, учебниковедения, разработка терминологических словарей.
По его инициативе был внедрен предмет СП в вузы страны. Он написал учебник «Сравнительная педагогика», монографию «Качество образования в мире и в Казахстане» и другие учебники, учебные пособия и монографии.
Под его руководством разработано методическое пособие «Критерии оценки качества учебников», «Методические рекомендации по повышению качества учебной литературы», разработана и внедрена «Система новых критериев для определения качества учебников». Написал монографию «Теория создания и оценки учебника».
Под его научным руководством и в соавторстве был подготовлен и издан 31 томный сериал казахско-русских, русско-казахских отраслевых ТС (в каждом томе было около 5 тысяч терминов), а в 2012—2014 гг. — 30 томный сериал казахско-русских, русско-казахских отраслевых ТС (в каждом томе более 10 тысяч терминов). В подготовке этих словарей принимали участие более 500 ученых и специалистов разных отраслей.

## Награды
- Лауреат Государственной премии Республики Казахстан в области науки, техники и образования (28 ноября 2001)
- Орден «Парасат» (29 ноября 2019)
- Медаль «Ерен еңбегі үшін» (24 октября 2000)
- Юбилейная медаль «Қазақстан Республикасының тәуелсіздігіне 10 жыл» (3 декабря 2001)
- Медаль К.Д. Ушинского «За заслуги в области педагогических наук», Российская Федерация (28 марта 2007)
- Юбилейная медаль «Қазақстан Республикасының тәуелсіздігіне 20 жыл» (10 ноября 2011)
- Юбилейная медаль «Қазақстан Республикасының тәуелсіздігіне 25 жыл» (29 ноября 2016)
- Юбилейная медаль «Астана 20 жыл» (20 июня 2018)
- Нагрудный знак Министерства образования и науки Казахстана «Қазақстан Республикасы Білім беру ісінің үздігі» (10 октября 1996)
- Нагрудный знак Министерства образования и науки Казахстана «Қазақстан Республикасының ғылымына сіңірген еңбегі үшін», № 0010 (30 мая 2001)
- Нагрудный знак Министерства культуры, информации и общественного согласия Республики Казахстан «Мәдениет қайраткері», № 0011 (2001)
- Юбилейная медаль «әл-Фараби атындағы Қазақ Ұлттық Университетіне 80 жыл» (21 декабря 2015)
- Медаль «Ерен еңбегі үшін» Казахского Национального Университета им. аль-Фараби (22 ноября 2019)

## Публикации
Книги
- Развитие образования в Казахстане и Германии. Алматы: Ғылым, 1997. — 120 с.
- Оқулықтану. Өзекті мәселелері. Алматы: Rond, 2000. — 144 б.
- Заман талабы. Астана: Елорда, 2001. — 264 б.
- Актуальные проблемы учебниковедения. Москва: Просвещение, 2003. — 86 с. (соавт)
- Біз өз балалаларымызды білеміз бе? Знаем ли мы своих детей? Алматы: ROND, 2004. — 192 с. (соавт)
- Құсайынов А.Қ. Білім және реформа. Реформа и образование. Алматы: ROND, 2006. — 184 с.
- Педагогика және психология салаларындағы диссертациялар (анықтамалық талдама шолу). Алматы: ROND&A, 2010. — 298 б. (бірге авт.)
- Білім — болашақ негізі. Алматы: ROND&A, 2010. — 296 б.
- Әлемдегі және Қазақстандағы білім берудің сапасы. Алматы: Курсив, 2013. — 196 б.
- Качество образования в мире и в Казахстане. Алматы: Курсив, 2013. — 196 c.
- Качество образования в мире и в Казахстане. Москва: АНОО «Издательский центр ИЭТ», 2014. — 208 c.
- КРИЗИС в системе среднего образования: пути выхода. Алматы: Rond&A, 2016 г. — 64 c.
- Орта білім беру жүйесіндегі ДАҒДАРЫС: шығу жолдары. Алматы: Rond&A, 2016 ж. — 64 б.
- Ішкі резервтің оқушылардың білім сапасын көтерудегі рөлі. Роль внутреннего резерва в повышении качества знаний учащихся. Алматы: Педагогика Ғылымдар академиясы, 2020. — 72 б.
- Оқулық жасау және бағалау теориясы. Алматы: Педагогика Ғылымдар академиясы, 2021. — 148 б.
- Теория создания и оценки учебника. Алматы: Академия Педагогических Наук, 2021. — 152 с.

статьи
- Сравнительная педагогика — ключ к качественному образованию // Отечественная и зарубежная педагогика. — 2012. — № 1. — С. 16-22.
- Воспитание в школах Японии // Диалог культур в образовательном пространстве: Всерос. НПК — Набережные Челны, 2017. — С. 45-59.
- Оценка качества современной учебной литературы // Ценности и смыслы. — 2019. — № 1 (59). — С. 8-19.
- Старые мысли о главном // Литер — 2008 — 28 фев.
- Старые мысли о главном-2 // Литер — 2008 — 8 авг.
- Қазақ тілінің терминологиялық базасы жасалды // Егемен Қазақстан — 2015 — 7 ақп.
- Образование — базис успешности общества // Казахстанская правда — 2017 — 16 дек.